# Teratotarsa schouberti
Teratotarsa schouberti is een keversoort uit de familie loopkevers (Carabidae). De wetenschappelijke naam van de soort is voor het eerst geldig gepubliceerd in 1893 door Tschitscherine.